# ある日モテ期がやってきた
『ある日モテ期がやってきた』（原題: She's Out of My League）は、2010年のアメリカのラブコメディ映画。ジェイ・バルチェルの初主演作品である。日本ではビデオスルーとして、2011年1月28日にDVDが発売された。

## ストーリー
冴えない空港職員・カーク（ジェイ・バルチェル）は忘れ物を届けたことをきっかけに完璧な美女・モリー（アリス・イヴ）と付き合うことに。
しかし、自分に自信のない彼は彼女の愛情を素直に受け入れられず…

## キャスト
| 役名                   | 俳優                     | 日本語吹替 |
| ---------------------- | ------------------------ | ---------- |
| カーク・ケトナー       | ジェイ・バルチェル       | 山口登     |
| モリー・マクレイッシュ | アリス・イヴ             | 斉藤梨絵   |
| ステイナー／ウェンデル | T・J・ミラー             | 北沢力     |
| ジャック               | マイク・ヴォーゲル       | 小松史法   |
| デヴォン               | ネイト・トレンス         | 斉藤瑞樹   |
| マーニー               | リンゼイ・スローン       | 岡村明美   |
| ディラン               | カイル・ボーンハイマー   | 遠藤純一   |
| デビー                 | ジェシカ・セント・クレア | 永吉ユカ   |
| パティ                 | クリステン・リッター     | うえだ星子 |
| フラー                 | アンドリュー・デイリー   | 水内清光   |
| カークの父親           | アダム・ルフェーヴル     | 楠見尚己   |
| カークの母親           | デブラ・ジョー・ラップ   | 定岡小百合 |
| ウェンディ             | ジャシカ・ニコル         | 田中晶子   |
| カム                   | ジェフ・スタルツ         | 志村知幸   |

- その他の声の吹き替え：久保智史／有賀由衣

## 評価
この映画は賛否両論を巻き起こし、Metacritic に投稿された28の評価を総合した点は47点であった一方、 Rotten Tomatoesに投稿された121の評価が下した"Rotten"度は57%だった。Rotten Tomatoesに投稿された評価の大多数は、「この映画はユーモアや洞察力に満ちてはいるが、下品で漫画っぽいところが多すぎる」という点で一致していた。